# Hidrovia do Madeira

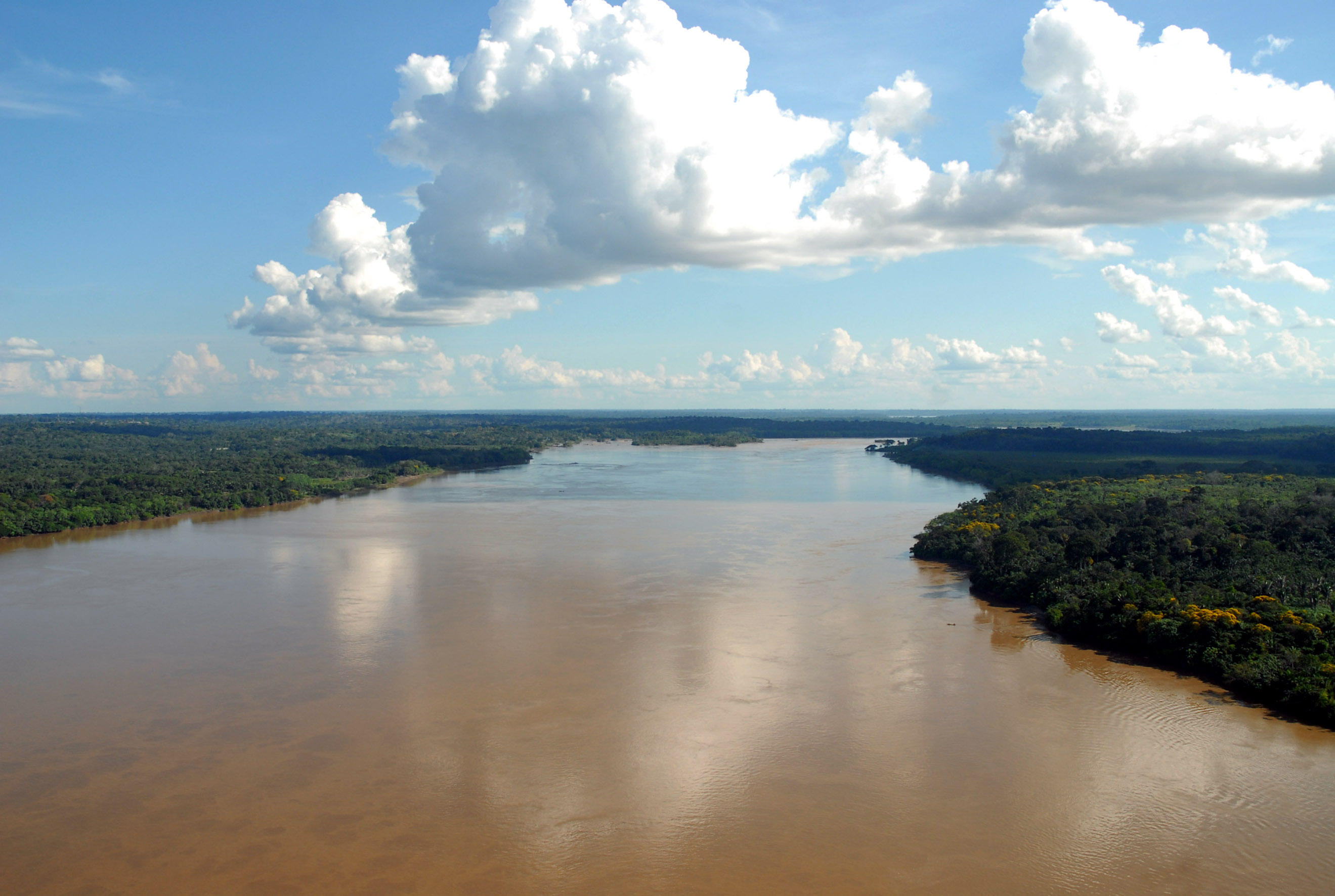
Rio Madeira.

A Hidrovia do Madeira é, segundo classificação da Agência Nacional de Transportes Aquaviários (ANTAQ) e do Departamento Nacional de Infraestrutura de Transportes (DNIT), uma hidrovia que tem como tronco principal o rio Madeira.
É uma das mais importantes vias de transporte localizado no chamado "Arco Norte", especializado no transbordo de soja, milho, contêineres e açúcar. Atualmente transporta cerca de 3,6 milhões de toneladas por ano.
De fato, o tronco do rio Madeira considerado como "Hidrovia do Madeira" é parte da Hidrovia da bacia do Amazonas, pois o Madeira é um rio integrante da bacia do Amazonas. No entanto, para fins estatísticos, a Antaq e o DNIT consideram o Madeira e seus afluentes uma hidrovia.

## Características
O rio tem este nome porque, no período de chuvas, seu nível sobe e inunda as margens levando troncos e restos de madeira das árvores. A extensão total aproximada é de 1450 quilômetros. Sua largura varia de 440 metros a 9.900 metros na foz, com profundidade também variável de acordo com as estações seca e chuvosa, chegando a mais de 13 metros, o que permite, no período de sua enchente, a navegação de navios, inclusive oceânicos, até Porto Velho. É nesse período de cheia que as águas do Madeira inundam as florestas adjacentes, alagando dezenas de quilômetros. Já a estação seca forma praias ao longo de suas margens. Variável também é a velocidade do Madeira que vai de dois a 10 quilômetros por hora durante o ano.
A hidrovia tem início em Porto Velho, capital de Rondônia, e termino à altura do Porto de Itacoatiara no Rio Amazonas no estado homônimo.